# Évreux (quận)
Quận Évreux là một quận của Pháp, nằm ở tỉnh Eure, ở vùng Normandie. Quận này có 18 tổng và 280 xã.

## Các đơn vị hành chính

### Các tổng
Các tổng của quận Évreux là: 
1. Amfreville-la-Campagne
2. Breteuil
3. Conches-en-Ouche
4. Damville
5. Évreux-Est
6. Évreux-Nord
7. Évreux-Ouest
8. Évreux-Sud
9. Louviers-Nord
10. Louviers-Sud
11. Le Neubourg
12. Nonancourt
13. Pacy-sur-Eure
14. Rugles
15. Saint-André-de-l'Eure
16. Verneuil-sur-Avre
17. Vernon-Nord
18. Vernon-Sud

### Các xã
Các xã của quận Évreux, và mã INSEE là: 
| 1. Acon (27002)                            | 2. Acquigny (27003)                     | 3. Aigleville (27004)                      | 4. Ambenay (27009)                         |
| 5. Amfreville-la-Campagne (27011)          | 6. Amfreville-sur-Iton (27014)          | 7. Andé (27015)                            | 8. Angerville-la-Campagne (27017)          |
| 9. Armentières-sur-Avre (27019)            | 10. Arnières-sur-Iton (27020)           | 11. Aulnay-sur-Iton (27023)                | 12. Aviron (27031)                         |
| 13. Avrilly (27032)                        | 14. Bacquepuis (27033)                  | 15. Beaubray (27047)                       | 16. Bernienville (27057)                   |
| 17. Bois-Anzeray (27068)                   | 18. Bois-Arnault (27069)                | 19. Bois-Normand-près-Lyre (27075)         | 20. Bois-le-Roi (27073)                    |
| 21. Boisset-les-Prévanches (27076)         | 22. Boncourt (27081)                    | 23. Bourth (27108)                         | 24. Bretagnolles (27111)                   |
| 25. Breteuil (27112)                       | 26. Breuilpont (27114)                  | 27. Breux-sur-Avre (27115)                 | 28. Brosville (27118)                      |
| 29. Bueil (27119)                          | 30. Buis-sur-Damville (27416)           | 31. Burey (27120)                          | 32. Bâlines (27036)                        |
| 33. Bémécourt (27054)                      | 34. Bérengeville-la-Campagne (27055)    | 35. Caillouet-Orgeville (27123)            | 36. Canappeville (27127)                   |
| 37. Caugé (27132)                          | 38. Cesseville (27135)                  | 39. Chaignes (27136)                       | 40. Chaise-Dieu-du-Theil (27137)           |
| 41. Chambord (27139)                       | 42. Chambray (27140)                    | 43. Champ-Dolent (27141)                   | 44. Champignolles (27143)                  |
| 45. Champigny-la-Futelaye (27144)          | 46. Chanteloup (27145)                  | 47. Chavigny-Bailleul (27154)              | 48. Chennebrun (27155)                     |
| 49. Chéronvilliers (27156)                 | 50. Cierrey (27158)                     | 51. Cintray (27159)                        | 52. Claville (27161)                       |
| 53. Collandres-Quincarnon (27162)          | 54. Conches-en-Ouche (27165)            | 55. Condé-sur-Iton (27166)                 | 56. Corneuil (27172)                       |
| 57. Coudres (27177)                        | 58. Courdemanche (27181)                | 59. Courteilles (27182)                    | 60. Crasville (27184)                      |
| 61. Crestot (27185)                        | 62. Criquebeuf-la-Campagne (27187)      | 63. Croisy-sur-Eure (27190)                | 64. Crosville-la-Vieille (27192)           |
| 65. Croth (27193)                          | 66. Dame-Marie (27195)                  | 67. Damville (27198)                       | 68. Dardez (27200)                         |
| 69. Daubeuf-la-Campagne (27201)            | 70. Douains (27203)                     | 71. Droisy (27206)                         | 72. Ecquetot (27215)                       |
| 73. Fains (27231)                          | 74. Fauville (27234)                    | 75. Faverolles-la-Campagne (27235)         | 76. Ferrières-Haut-Clocher (27238)         |
| 77. Feuguerolles (27241)                   | 78. Fontaine-sous-Jouy (27254)          | 79. Foucrainville (27259)                  | 80. Fouqueville (27261)                    |
| 81. Francheville (27265)                   | 82. Fresney (27271)                     | 83. Gadencourt (27273)                     | 84. Garencières (27277)                    |
| 85. Garennes-sur-Eure (27278)              | 86. Gauciel (27280)                     | 87. Gaudreville-la-Rivière (27281)         | 88. Gauville-la-Campagne (27282)           |
| 89. Glisolles (27287)                      | 90. Gournay-le-Guérin (27291)           | 91. Gouville (27293)                       | 92. Grandvilliers (27297)                  |
| 93. Graveron-Sémerville (27298)            | 94. Gravigny (27299)                    | 95. Grossœuvre (27301)                     | 96. Guernanville (27303)                   |
| 97. Guichainville (27306)                  | 98. Hardencourt-Cocherel (27312)        | 99. Hectomare (27327)                      | 100. Heudebouville (27332)                 |
| 101. Hondouville (27339)                   | 102. Houetteville (27342)               | 103. Houlbec-Cocherel (27343)              | 104. Houlbec-près-le-Gros-Theil (27344)    |
| 105. Huest (27347)                         | 106. Hécourt (27326)                    | 107. Illiers-l'Évêque (27350)              | 108. Incarville (27351)                    |
| 109. Irreville (27353)                     | 110. Iville (27354)                     | 111. Ivry-la-Bataille (27355)              | 112. Jouy-sur-Eure (27358)                 |
| 113. Juignettes (27359)                    | 114. Jumelles (27360)                   | 115. L'Habit (27309)                       | 116. L'Hosmes (27341)                      |
| 117. La Boissière (27078)                  | 118. La Bonneville-sur-Iton (27082)     | 119. La Chapelle-Réanville (27150)         | 120. La Chapelle-du-Bois-des-Faulx (27147) |
| 121. La Couture-Boussey (27183)            | 122. La Croisille (27189)               | 123. La Ferrière-sur-Risle (27240)         | 124. La Forêt-du-Parc (27256)              |
| 125. La Guéroulde (27305)                  | 126. La Harengère (27313)               | 127. La Haye-Malherbe (27322)              | 128. La Haye-Saint-Sylvestre (27323)       |
| 129. La Haye-du-Theil (27320)              | 130. La Haye-le-Comte (27321)           | 131. La Heunière (27336)                   | 132. La Madeleine-de-Nonancourt (27378)    |
| 133. La Neuve-Lyre (27431)                 | 134. La Pyle (27482)                    | 135. La Saussaye (27616)                   | 136. La Trinité (27659)                    |
| 137. La Vacherie (27666)                   | 138. La Vieille-Lyre (27685)            | 139. Le Bec-Thomas (27053)                 | 140. Le Boulay-Morin (27099)               |
| 141. Le Chesne (27157)                     | 142. Le Cormier (27171)                 | 143. Le Fidelaire (27242)                  | 144. Le Fresne (27268)                     |
| 145. Le Gros-Theil (27302)                 | 146. Le Mesnil-Fuguet (27401)           | 147. Le Mesnil-Hardray (27402)             | 148. Le Mesnil-Jourdain (27403)            |
| 149. Le Neubourg (27428)                   | 150. Le Plessis-Grohan (27464)          | 151. Le Plessis-Hébert (27465)             | 152. Le Roncenay-Authenay (27024)          |
| 153. Le Sacq (27503)                       | 154. Le Thuit-Anger (27636)             | 155. Le Thuit-Signol (27638)               | 156. Le Thuit-Simer (27639)                |
| 157. Le Tilleul-Lambert (27641)            | 158. Le Tremblay-Omonville (27658)      | 159. Le Troncq (27663)                     | 160. Le Val-David (27668)                  |
| 161. Le Vieil-Évreux (27684)               | 162. Les Authieux (27027)               | 163. Les Barils (27038)                    | 164. Les Baux-Sainte-Croix (27044)         |
| 165. Les Baux-de-Breteuil (27043)          | 166. Les Bottereaux (27096)             | 167. Les Essarts (27225)                   | 168. Les Ventes (27678)                    |
| 169. Lignerolles (27368)                   | 170. Louversey (27374)                  | 171. Louviers (27375)                      | 172. Louye (27376)                         |
| 173. Mandeville (27382)                    | 174. Mandres (27383)                    | 175. Manthelon (27387)                     | 176. Marbeuf (27389)                       |
| 177. Marcilly-la-Campagne (27390)          | 178. Marcilly-sur-Eure (27391)          | 179. Mercey (27399)                        | 180. Merey (27400)                         |
| 181. Mesnil-sur-l'Estrée (27406)           | 182. Miserey (27410)                    | 183. Moisville (27411)                     | 184. Mouettes (27419)                      |
| 185. Mousseaux-Neuville (27421)            | 186. Muzy (27423)                       | 187. Ménilles (27397)                      | 188. Nagel-Séez-Mesnil (27424)             |
| 189. Neaufles-Auvergny (27427)             | 190. Neuilly (27429)                    | 191. Nogent-le-Sec (27436)                 | 192. Nonancourt (27438)                    |
| 193. Normanville (27439)                   | 194. Ormes (27446)                      | 195. Orvaux (27447)                        | 196. Pacy-sur-Eure (27448)                 |
| 197. Parville (27451)                      | 198. Pinterville (27456)                | 199. Piseux (27457)                        | 200. Portes (27472)                        |
| 201. Prey (27478)                          | 202. Pullay (27481)                     | 203. Quatremare (27483)                    | 204. Quessigny (27484)                     |
| 205. Quittebeuf (27486)                    | 206. Reuilly (27489)                    | 207. Roman (27491)                         | 208. Rouvray (27501)                       |
| 209. Rugles (27502)                        | 210. Sacquenville (27504)               | 211. Saint-Amand-des-Hautes-Terres (27506) | 212. Saint-André-de-l'Eure (27507)         |
| 213. Saint-Antonin-de-Sommaire (27508)     | 214. Saint-Aquilin-de-Pacy (27510)      | 215. Saint-Aubin-d'Écrosville (27511)      | 216. Saint-Christophe-sur-Avre (27521)     |
| 217. Saint-Cyr-la-Campagne (27529)         | 218. Saint-Denis-du-Béhélan (27532)     | 219. Saint-Didier-des-Bois (27534)         | 220. Saint-Georges-Motel (27543)           |
| 221. Saint-Germain-de-Fresney (27544)      | 222. Saint-Germain-de-Pasquier (27545)  | 223. Saint-Germain-des-Angles (27546)      | 224. Saint-Germain-sur-Avre (27548)        |
| 225. Saint-Just (27554)                    | 226. Saint-Laurent-des-Bois (27555)     | 227. Saint-Luc (27560)                     | 228. Saint-Marcel (27562)                  |
| 229. Saint-Martin-la-Campagne (27570)      | 230. Saint-Meslin-du-Bosc (27572)       | 231. Saint-Nicolas-d'Attez (27573)         | 232. Saint-Nicolas-du-Bosc (27574)         |
| 233. Saint-Ouen-d'Attez (27578)            | 234. Saint-Ouen-de-Pontcheuil (27579)   | 235. Saint-Pierre-d'Autils (27588)         | 236. Saint-Pierre-des-Fleurs (27593)       |
| 237. Saint-Pierre-du-Bosguérard (27595)    | 238. Saint-Pierre-du-Vauvray (27598)    | 239. Saint-Sébastien-de-Morsent (27602)    | 240. Saint-Victor-sur-Avre (27610)         |
| 241. Saint-Vigor (27611)                   | 242. Saint-Vincent-des-Bois (27612)     | 243. Saint-Élier (27535)                   | 244. Saint-Étienne-du-Vauvray (27537)      |
| 245. Sainte-Colombe-la-Commanderie (27524) | 246. Sainte-Colombe-près-Vernon (27525) | 247. Sainte-Marguerite-de-l'Autel (27565)  | 248. Sainte-Marthe (27568)                 |
| 249. Sassey (27615)                        | 250. Serez (27621)                      | 251. Surtauville (27623)                   | 252. Surville (27624)                      |
| 253. Sylvains-les-Moulins (27693)          | 254. Sébécourt (27618)                  | 255. Thomer-la-Sôgne (27634)               | 256. Tillières-sur-Avre (27643)            |
| 257. Tournedos-Bois-Hubert (27650)         | 258. Tourneville (27652)                | 259. Tourville-la-Campagne (27654)         | 260. Vaux-sur-Eure (27674)                 |
| 261. Venon (27677)                         | 262. Verneuil-sur-Avre (27679)          | 263. Vernon (27681)                        | 264. Villalet (27688)                      |
| 265. Villegats (27689)                     | 266. Villettes (27692)                  | 267. Villez-sous-Bailleul (27694)          | 268. Villez-sur-le-Neubourg (27695)        |
| 269. Villiers-en-Désœuvre (27696)          | 270. Vironvay (27697)                   | 271. Vitot (27698)                         | 272. Vraiville (27700)                     |
| 273. Écauville (27212)                     | 274. Émalleville (27216)                | 275. Émanville (27217)                     | 276. Épieds (27220)                        |
| 277. Épreville-près-le-Neubourg (27224)    | 278. Épégard (27219)                    | 279. Évreux (27229)                        | 280. Ézy-sur-Eure (27230)                  |